# Xieshui (köpinghuvudort i Kina, Shaanxi, lat 33,00, long 106,91)
Xieshui är en köpinghuvudort i Kina. Den ligger i provinsen Shaanxi, i den nordvästra delen av landet, omkring 230 kilometer sydväst om provinshuvudstaden Xi'an. Antalet invånare är 16 676. Befolkningen består av 8 330 kvinnor och 8 346 män. Barn under 15 år utgör 17,0 %, vuxna 15-64 år 72 %, och äldre över 65 år 10,0 %.
Runt Xieshui är det ganska tätbefolkat, med 166 invånare per kvadratkilometer. Närmaste större samhälle är Hanzhongshi, 13,1 km nordost om Xieshui. I omgivningarna runt Xieshui växer i huvudsak blandskog.
Genomsnittlig årsnederbörd är 1 225 millimeter. Den regnigaste månaden är juli, med i genomsnitt 292 mm nederbörd, och den torraste är december, med 2 mm nederbörd.